# Peneireiro-de-ombros-pretos
Peneireiro-de-ombros-pretos ou peneireiro-cinzento-australiano (nome científico: Elanus axillaris) é uma espécie de ave de rapina pertencente à família Accipitridae. Pode ser encontrado na Austrália.